# Jacques-Jean Esquié
Jacques-Jean Esquié né le 29 octobre 1817 et mort le 2 janvier 1884 est un architecte français, principalement actif à Toulouse.

## Biographie
Jacques-Jean Esquié est né le 29 octobre 1817 d'un père cuisinier nommé Pierre Esquié et d'Anne Couret. Il fera de courte étude au lycée de Toulouse par après il fut commis dans un magasin de papeterie et suivra des cours du soir en science industrielle de 1832 à 1833 pour finir il sera élève en architecture à l'école des arts et science industrielle de Toulouse de 1833 à 1837.
Il mourra le 2 janvier 1884 à Toulouse.

## Œuvre
- Église de Saint-Martin-du-Touch (1846 à 1847)
- La mairie-école de Noé (1852)
- La halle de Launac (1852)
- Asile de Braqueville (1854-1862), renommé Centre hospitalier Gérard-Marchant
- Prison Saint-Michel (1854-1862)
- Reconstruction de la nouvelle église Saint-Michel à Villemur-sur-Tarn
- Palais de Justice de Toulouse (remaniement de 1859 à 1860[4])
- Les abattoirs de Grenade (1863)
- L'église de Beaupuy (1864)
- Le percement de la rue de Metz à Toulouse (1869)
- La halle de Carbonne (1882)

Il a également construit l'église de Gagnac-sur-Garonne, les mairies-écoles de Castelginest et de Lanta.

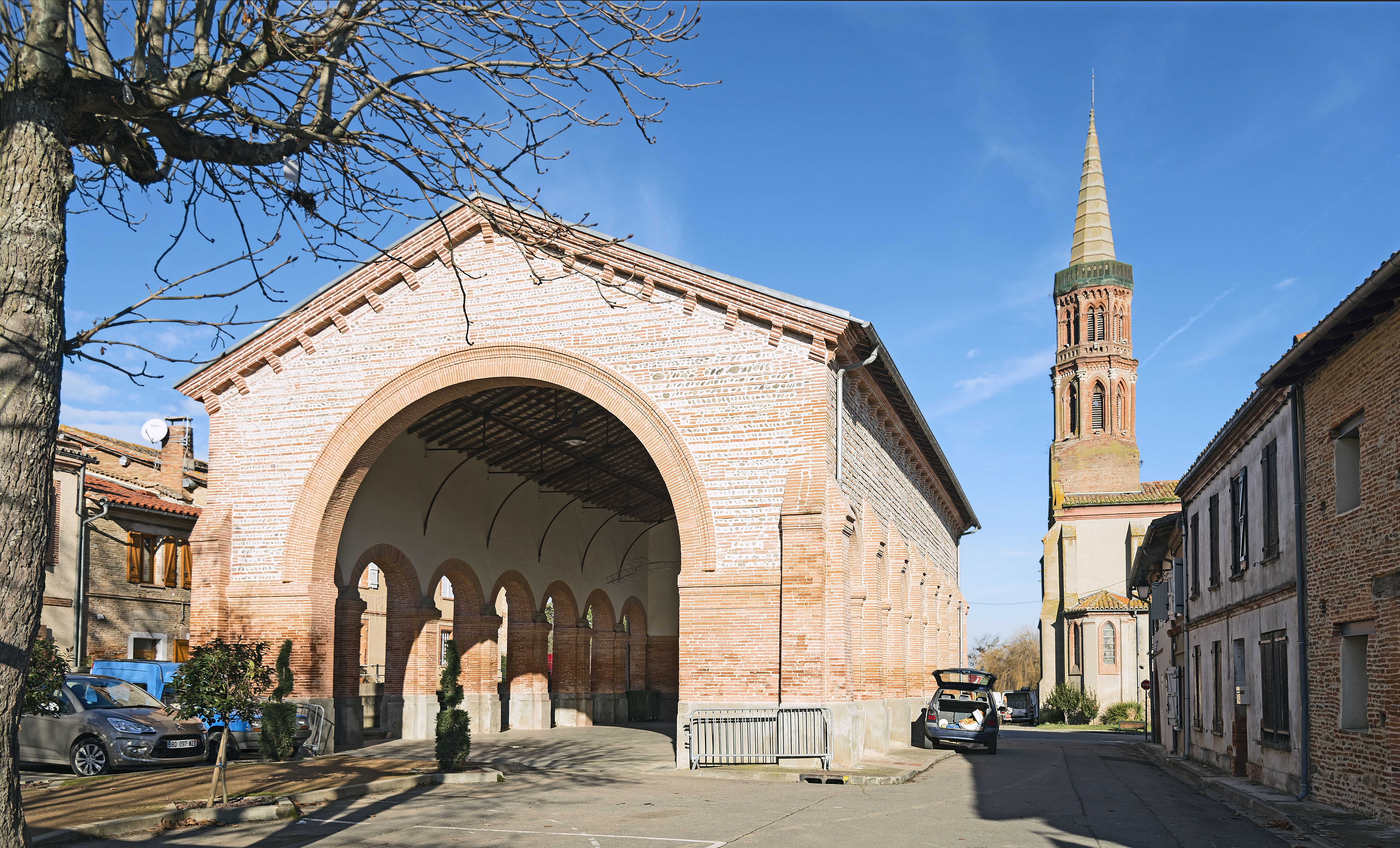
Halle de Launac
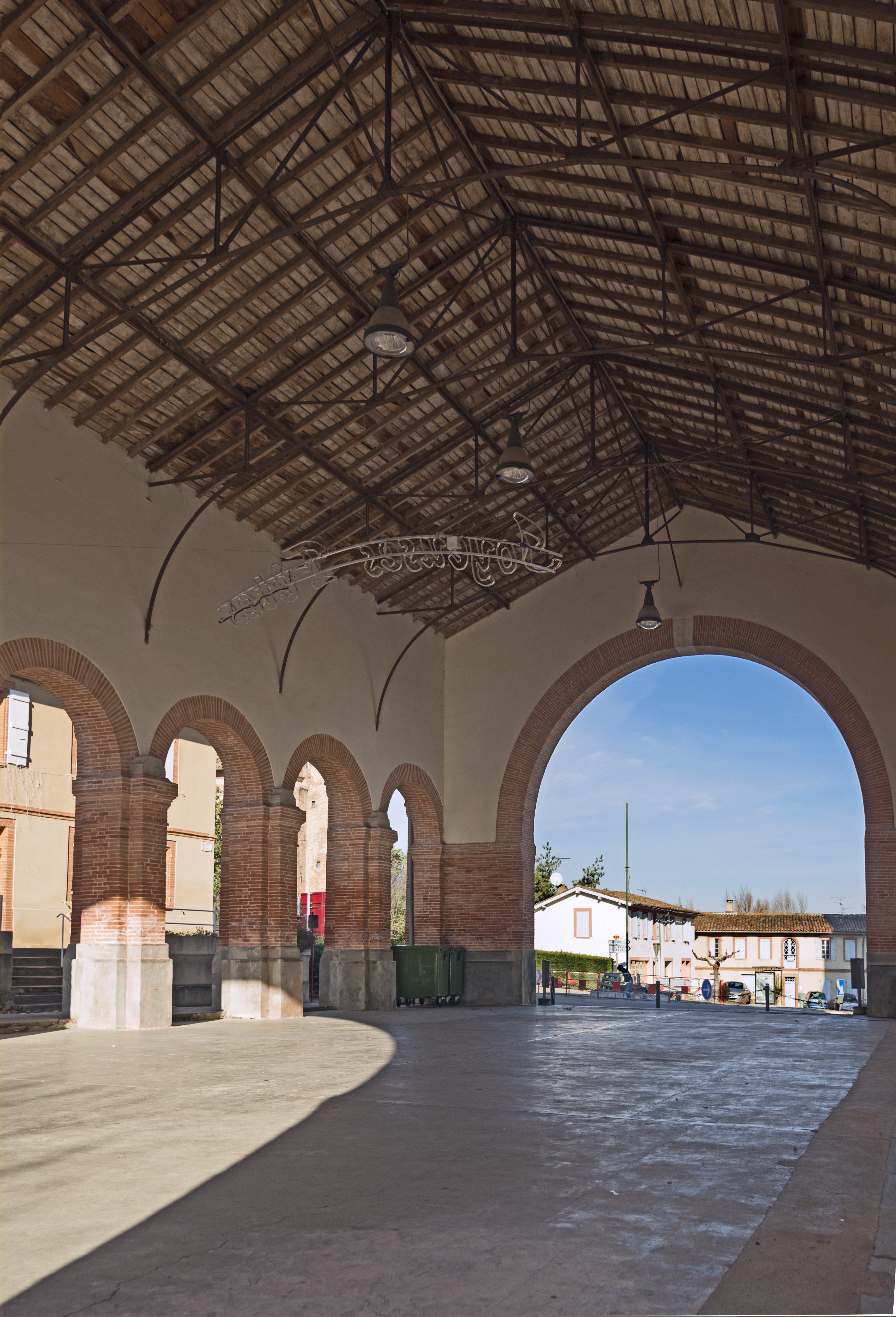
Halle de Launac
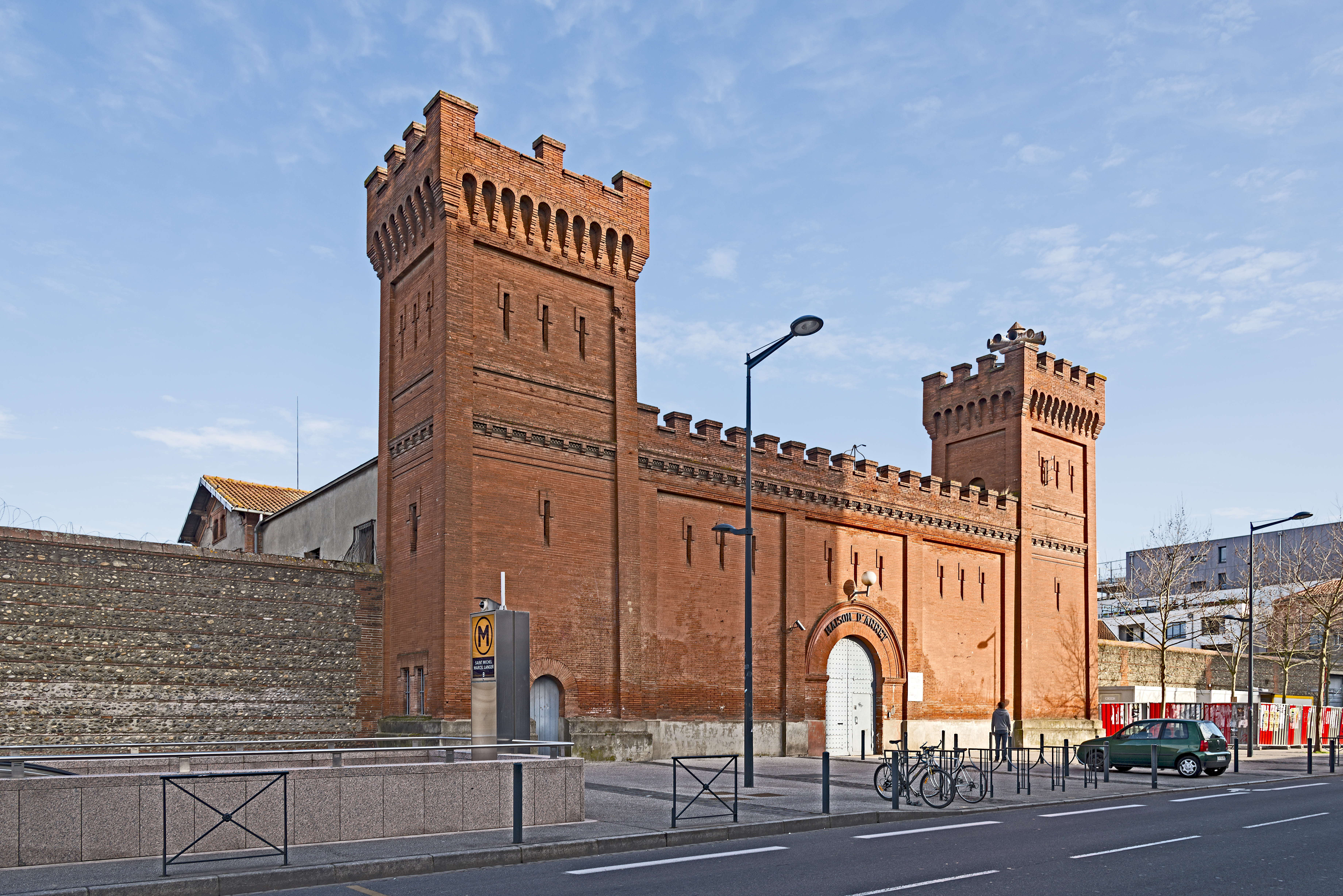
Prison Saint-Michel (Toulouse)
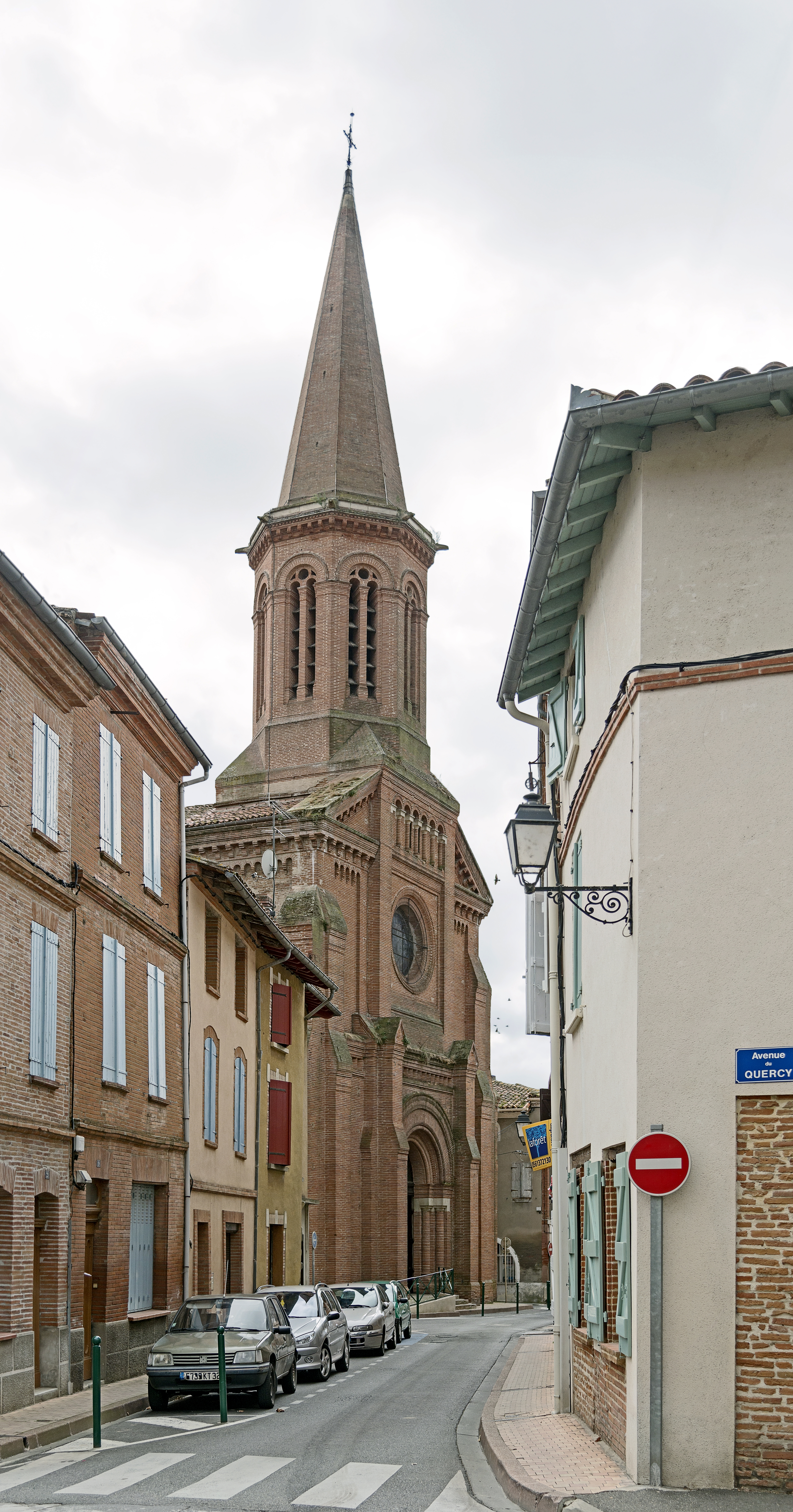
Église St-Michel (Villemur-sur-Tarn)
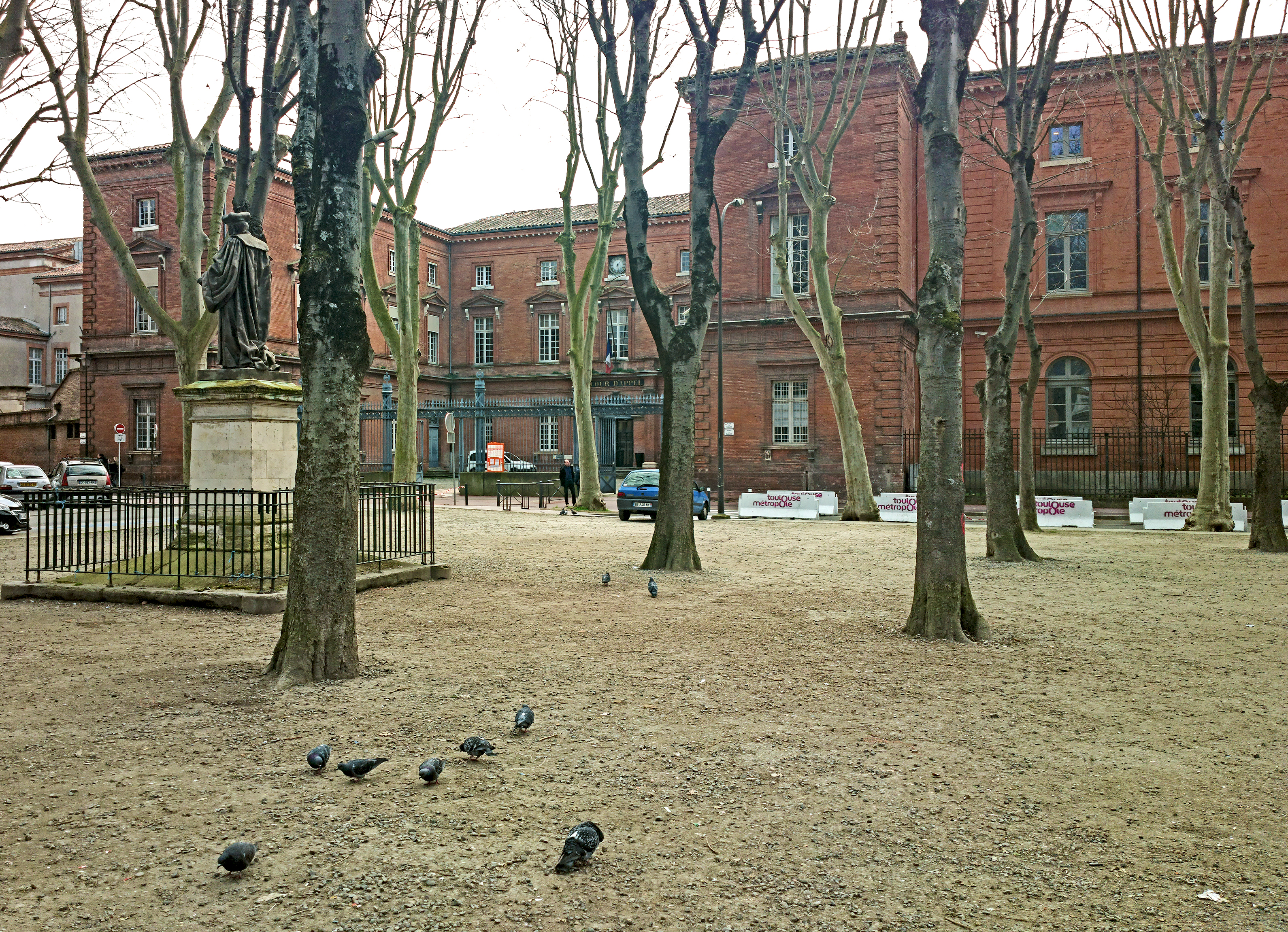
Palais de Justice de Toulouse
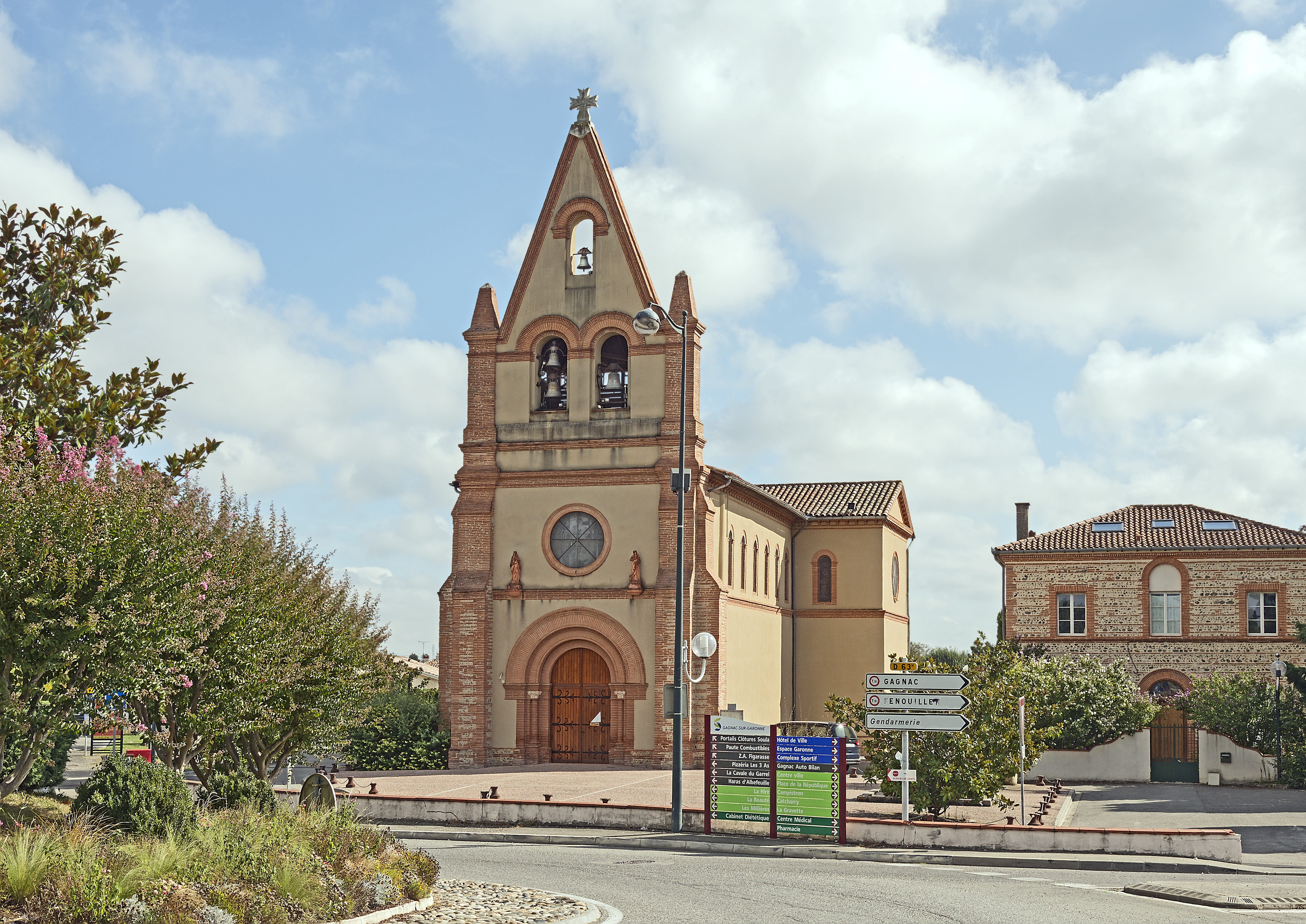
Église de Gagnac-sur-Garonne
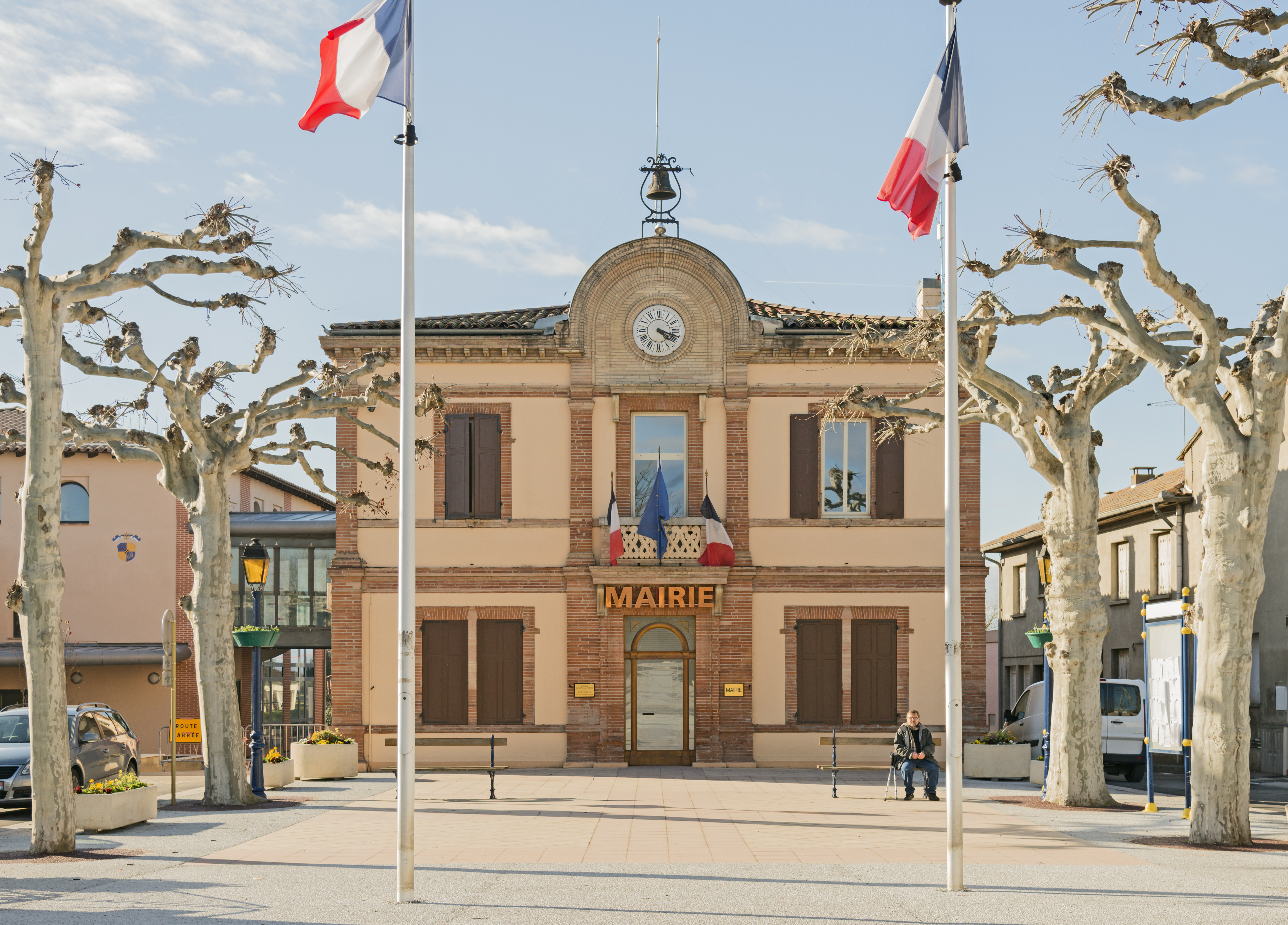
Mairie-école de Castelginest
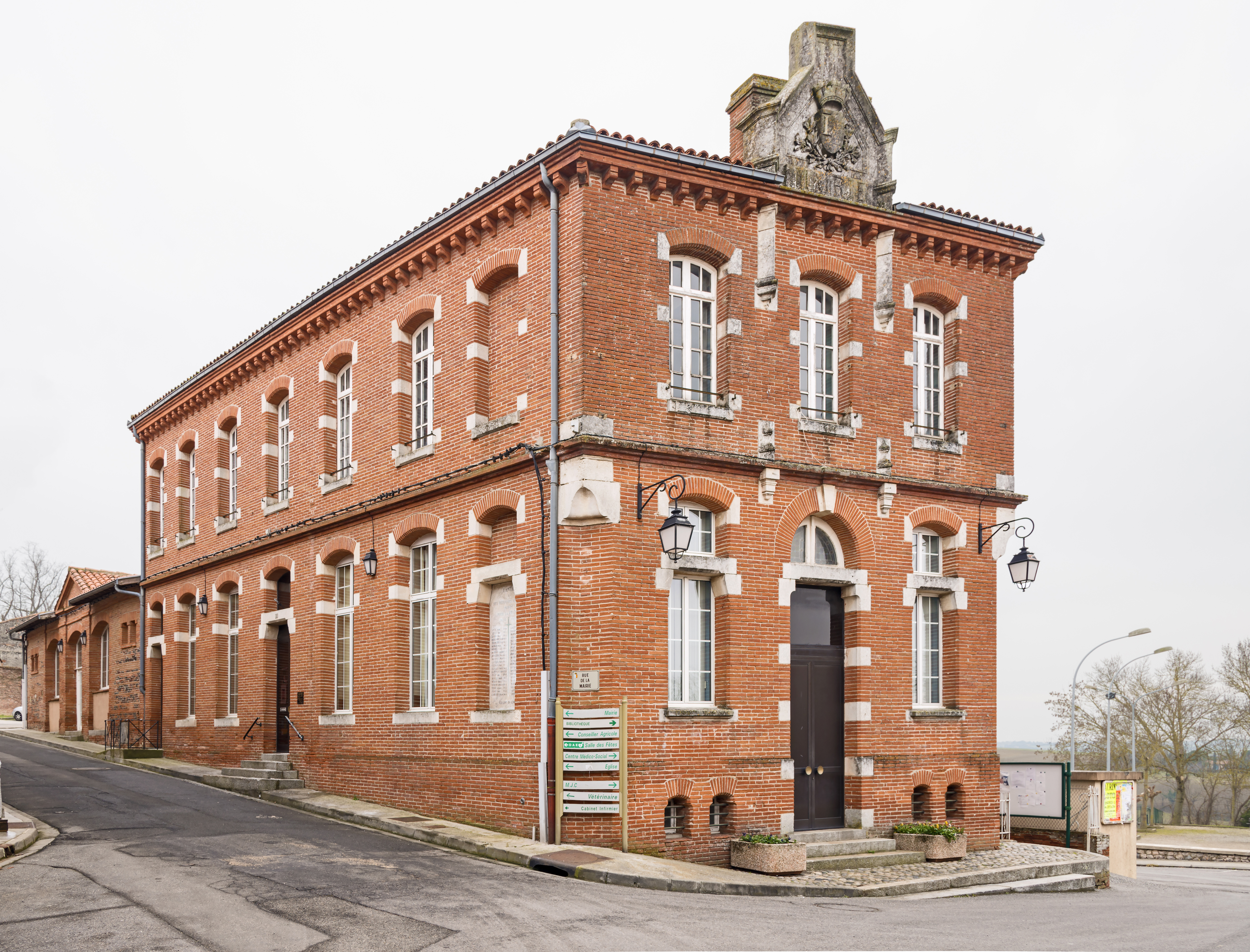
Mairie-école de Lanta
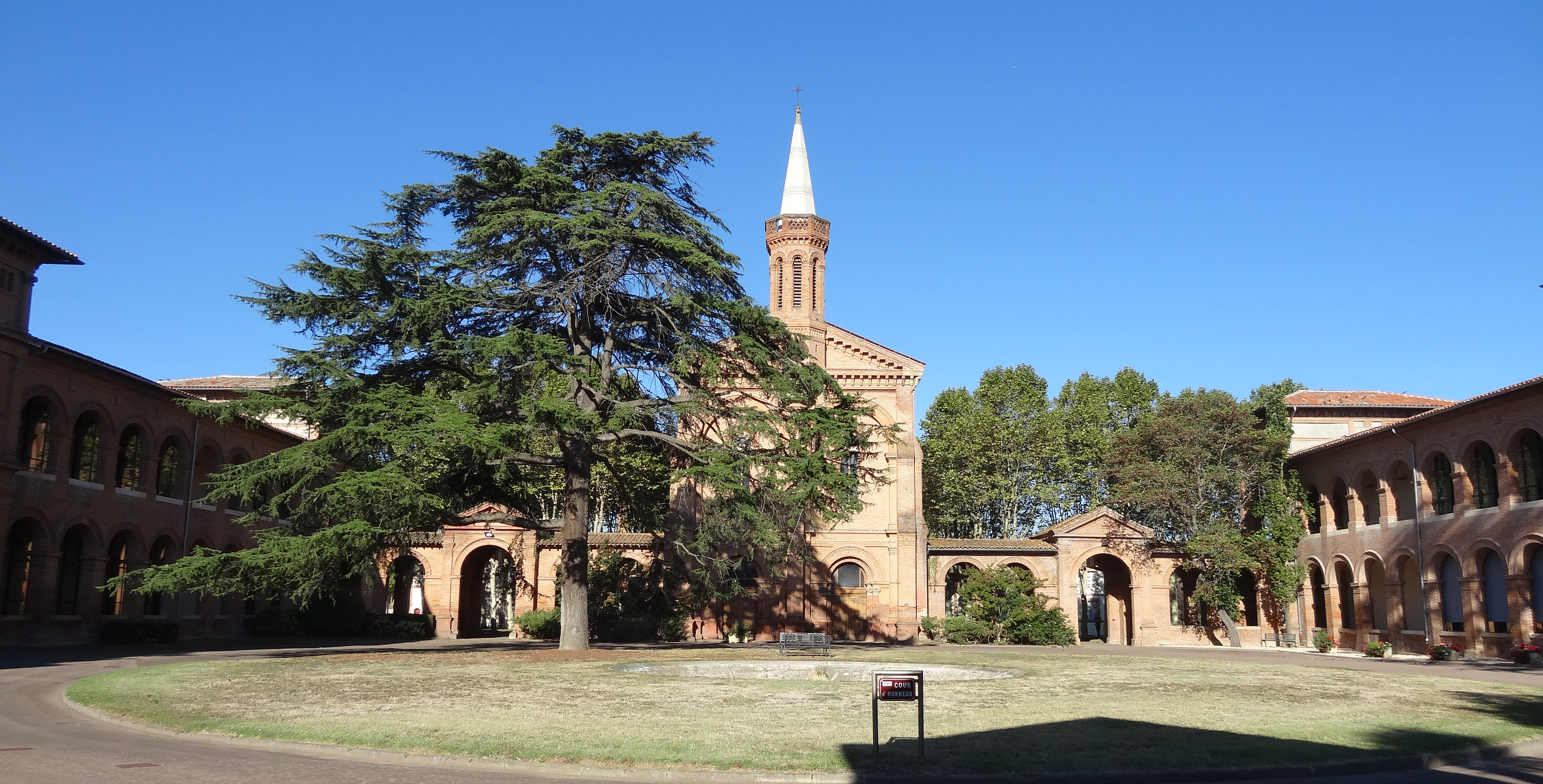
Centre hospitalier Gérard-Marchant